# Patzenkar
Patzenkar este o arie protejată (arie specială de conservare — SAC, sit de importanță comunitară — SCI) din Austria întinsă pe o suprafață de 130,35 ha, integral pe uscat.

## Localizare
Centrul sitului Patzenkar este situat la coordonatele 47°19′06″N 13°39′28″E / 47.3183°N 13.6577°E.

## Înființare
Situl Patzenkar a fost declarat sit de importanță comunitară în iulie 2002 pentru a proteja 1 specie de plante. Situl a fost protejat și ca arie specială de conservare în februarie 2006.

## Biodiversitate
Situată în ecoregiunea alpină, aria protejată conține 7 habitate naturale: Pajiști alpine și boreale, Pajiști boreale și alpine pe substrat silicios, Formațiuni ierboase bogate în specii de Nardus, dezvoltate pe substraturi silicioase în zone montane (și în zone submontane, în Europa continentală), Grohotișuri silicioase de la nivelul montan până la nivelul zăpezii (Androsacetalia alpinae și Galeopsietalia ladani), Pante stâncoase silicioase cu vegetație casmofită, Roci stâncoase cu vegetație pionieră de Sedo-Scleranthion sau Sedo albi-Veronicion dillenii, Păduri alpine de Larix decidua și/sau Pinus cembra.
La baza desemnării sitului se află o specie protejată de  plante: Riccia breidleri.
Pe lângă speciile protejate, pe teritoriul sitului au mai fost identificate 4 specii de plante.